# Campionato nordamericano maschile under 21 di pallavolo 2024
Il Campionato nordamericano maschile under 21 di pallavolo 2024, 12ª edizione dell'omonima competizione maschile di pallavolo, si è svolto dall'11 al 16 giugno 2024 a Nogales, in Messico: al torneo hanno partecipato otto squadre nazionali under 21 nordamericane e la vittoria finale è andata per la quarta volta agli Stati Uniti.

## Impianti
|                                                                         |  |  |
|                                                                         |  |  |
| Gimnasio Carlos Hernández Città: Nogales Capienza: - Anno d'apertura: - |  |  |

## Regolamento

### Formula
Le squadre hanno disputato una prima fase a gironi con formula del girone all'italiana; al termine della prima fase:
- Le prime tre classificate di ogni girone hanno acceduto alla fase finale per il primo posto, strutturata in quarti di finale, a cui hanno partecipato solo le seconde e le terze classificate, semifinali, finale per il terzo posto e finale.
- Le quarte classificate di ogni girone e le due eliminate ai quarti di finale della fase finale per il primo posto hanno acceduto alla fase finale per il quinto posto, strutturata in semifinale, finale per il settimo posto e finale per il quinto posto.

### Criteri di classifica
Se il risultato finale è stato di 3-0 sono stati assegnati 5 punti alla squadra vincente e 0 a quella sconfitta, se il risultato finale è stato di 3-1 sono stati assegnati 4 punti alla squadra vincente e 1 a quella sconfitta, se il risultato finale è stato di 3-2 sono stati assegnati 3 punti alla squadra vincente e 2 a quella sconfitta.
L'ordine del posizionamento in classifica è stato definito in base a:
- Numero di partite vinte;
- Punti;
- Ratio dei set vinti/persi;
- Ratio dei punti realizzati/subiti;
- Risultati degli scontri diretti.

## Squadre partecipanti
| Squadra     | Qualificazione      | Ultima partecipazione |
| ----------- | ------------------- | --------------------- |
| Canada      | -                   | Cuba 2018             |
| Cuba        | -                   | Cuba 2018             |
| Guatemala   | -                   | Cuba 2018             |
| Messico     | Paese organizzatore | El Salvador 2014      |
| Nicaragua   | -                   | Cuba 2018             |
| Porto Rico  | -                   | El Salvador 2014      |
| Stati Uniti | -                   | Cuba 2018             |
| Suriname    | -                   | Debutto               |

## Torneo

### Fase a gironi
| Girone A   | Girone B    |
| ---------- | ----------- |
| Canada     | Messico     |
| Cuba       | Nicaragua   |
| Guatemala  | Stati Uniti |
| Porto Rico | Suriname    |

#### Girone A

##### Risultati
| 11 giugno 2024 Gimnasio Carlos Hernández, Nogales Durata: 2h:19 - Spettatori: 200   | Cuba      | 3 - 2 | Guatemala  | 22-25, 25-20, 25-20, 22-25 |
| 11 giugno 2024 Gimnasio Carlos Hernández, Nogales Durata: 1h:25 - Spettatori: 500   | Canada    | 3 - 0 | Porto Rico | 25-19, 25-23, 25-13        |
| 12 giugno 2024 Gimnasio Carlos Hernández, Nogales Durata: 1h:24 - Spettatori: 200   | Canada    | 3 - 0 | Guatemala  | 26-24, 25-19, 25-17        |
| 12 giugno 2024 Gimnasio Carlos Hernández, Nogales Durata: 1h:31 - Spettatori: 300   | Cuba      | 3 - 0 | Porto Rico | 25-23, 25-19, 25-23        |
| 13 giugno 2024 Gimnasio Carlos Hernández, Nogales Durata: 1h:11 - Spettatori: 150   | Guatemala | 0 - 3 | Porto Rico | 21-25, 13-25, 16-25        |
| 13 giugno 2024 Gimnasio Carlos Hernández, Nogales Durata: 1h:44 - Spettatori: 1 500 | Cuba      | 1 - 3 | Canada     | 25-17, 18-25, 16-25, 21-25 |

##### Classifica
| Pos. | Squadra    | Pt | G | V | P | SV | SP | Ratio | PF  | PS  | Ratio |
| ---- | ---------- | -- | - | - | - | -- | -- | ----- | --- | --- | ----- |
| 1.   | Canada     | 14 | 3 | 3 | 0 | 9  | 1  | 9,000 | 243 | 195 | 1,246 |
| 2.   | Cuba       | 9  | 3 | 2 | 1 | 7  | 5  | 1,400 | 264 | 260 | 1,015 |
| 3.   | Porto Rico | 5  | 3 | 1 | 2 | 3  | 6  | 0,500 | 195 | 200 | 0,975 |
| 4.   | Guatemala  | 2  | 3 | 0 | 3 | 2  | 9  | 0,222 | 213 | 260 | 0,819 |

      Qualificata alle semifinali per il primo posto.
      Qualificata ai quarti di finale per il primo posto.
      Qualificata alle semifinali per il quinto posto.

#### Girone B

##### Risultati
| 11 giugno 2024 Gimnasio Carlos Hernández, Nogales Durata: 1h:09 - Spettatori: 300 | Nicaragua | 0 - 3 | Stati Uniti | 20-25, 17-25, 12-25        |
| 11 giugno 2024 Gimnasio Carlos Hernández, Nogales Durata: 1h:18 - Spettatori: 500 | Messico   | 3 - 0 | Suriname    | 25-21, 25-16, 25-14        |
| 12 giugno 2024 Gimnasio Carlos Hernández, Nogales Durata: 1h:01 - Spettatori: 30  | Suriname  | 0 - 3 | Stati Uniti | 12-25, 15-25, 15-25        |
| 12 giugno 2024 Gimnasio Carlos Hernández, Nogales Durata: 1h:08 - Spettatori: 300 | Nicaragua | 0 - 3 | Messico     | 8-25, 19-25, 21-25         |
| 13 giugno 2024 Gimnasio Carlos Hernández, Nogales Durata: 1h:44 - Spettatori: ?   | Suriname  | 3 - 1 | Nicaragua   | 22-25, 25-21, 25-15, 25-21 |
| 13 giugno 2024 Gimnasio Carlos Hernández, Nogales Durata: 1h:33 - Spettatori: 800 | Messico   | 1 - 3 | Stati Uniti | 13-25, 20-25, 25-22, 16-25 |

##### Classifica
| Pos. | Squadra     | Pt | G | V | P | SV | SP | Ratio | PF  | PS  | Ratio |
| ---- | ----------- | -- | - | - | - | -- | -- | ----- | --- | --- | ----- |
| 1.   | Stati Uniti | 14 | 3 | 3 | 0 | 9  | 1  | 9,000 | 247 | 165 | 1,496 |
| 2.   | Messico     | 11 | 3 | 2 | 1 | 7  | 3  | 2,333 | 224 | 196 | 1,142 |
| 3.   | Suriname    | 4  | 3 | 1 | 2 | 3  | 7  | 0,428 | 190 | 232 | 0,818 |
| 4.   | Nicaragua   | 1  | 3 | 0 | 3 | 1  | 9  | 0,111 | 179 | 247 | 0,724 |

      Qualificata alle semifinali per il primo posto.
      Qualificata ai quarti di finale per il primo posto.
      Qualificata alle semifinali per il quinto posto.

### Fase finale

#### Finali 1º e 3º posto
|  | Quarti | Quarti     | Quarti |  |  | Semifinali | Semifinali  | Semifinali |  |                 | Finale          | Finale          | Finale |
|  |        |            |        |  |  |            |             |            |  |                 |                 |                 |        |
|  |        |            |        |  |  | 1A         | Canada      | 3          |  |                 |                 |                 |        |
|  |        |            |        |  |  | 1A         | Canada      | 3          |  |                 |                 |                 |        |
|  |        |            |        |  |  | 3A         | Porto Rico  | 1          |  |                 |                 |                 |        |
|  | 2B     | Messico    | 1      |  |  | 3A         | Porto Rico  | 1          |  |                 |                 |                 |        |
|  | 2B     | Messico    | 1      |  |  |            |             |            |  |                 |                 |                 |        |
|  | 3A     | Porto Rico | 3      |  |  |            |             |            |  |                 |                 |                 |        |
|  | 3A     | Porto Rico | 3      |  |  |            |             |            |  | 1A              | Canada          | 0               |        |
|  |        |            |        |  |  |            |             |            |  | 1A              | Canada          | 0               |        |
|  |        |            |        |  |  |            |             |            |  |                 | 1B              | Stati Uniti     | 3      |
|  |        |            |        |  |  |            |             |            |  |                 | 1B              | Stati Uniti     | 3      |
|  |        |            |        |  |  |            |             |            |  |                 |                 |                 |        |
|  |        |            |        |  |  |            |             |            |  |                 |                 |                 |        |
|  |        |            |        |  |  | 1B         | Stati Uniti | 3          |  | Finale 3° posto | Finale 3° posto | Finale 3° posto |        |
|  |        |            |        |  |  | 1B         | Stati Uniti | 3          |  |                 |                 |                 |        |
|  |        |            |        |  |  | 2A         | Cuba        | 0          |  |                 | 3A              | Porto Rico      | 1      |
|  | 2A     | Cuba       | 3      |  |  |            | Cuba        | 0          |  |                 | 3A              | Porto Rico      | 1      |
|  | 2A     | Cuba       | 3      |  |  |            |             |            |  | 2A              | Cuba            | 3               |        |
|  | 3B     | Suriname   | 0      |  |  |            |             |            |  |                 | Cuba            | 3               |        |
|  | 3B     | Suriname   | 0      |  |  |            |             |            |  |                 |                 |                 |        |

##### Quarti di finale
| 14 giugno 2024 Gimnasio Carlos Hernández, Nogales Durata: 1h:54 - Spettatori: 800 | Messico | 1 - 3 | Porto Rico | 21-25, 25-21, 21-25, 22-25 |
| 14 giugno 2024 Gimnasio Carlos Hernández, Nogales Durata: 1h:13 - Spettatori: 500 | Cuba    | 3 - 0 | Suriname   | 25-18, 25-22, 25-22        |

##### Semifinali
| 15 giugno 2024 Gimnasio Carlos Hernández, Nogales Durata: 1h:40 - Spettatori: 750 | Canada      | 3 - 1 | Porto Rico | 25-12, 23-25, 25-14, 25-19 |
| 15 giugno 2024 Gimnasio Carlos Hernández, Nogales Durata: 1h:18 - Spettatori: 500 | Stati Uniti | 3 - 0 | Cuba       | 25-20, 25-21, 25-16        |

##### Finale 3º posto
| 16 giugno 2024 Gimnasio Carlos Hernández, Nogales Durata: 1h:57 - Spettatori: 1 200 | Porto Rico | 1 - 3 | Cuba | 25-13, 20-25, 18-25, 22-25 |

##### Finale
| 16 giugno 2024 Gimnasio Carlos Hernández, Nogales Durata: 1h:22 - Spettatori: 1 000 | Canada | 0 - 3 | Stati Uniti | 18-25, 21-25, 25-27 |

#### Finali 5º e 7º posto
|  | Semifinali | Semifinali | Semifinali |          |    | Finale 5º posto | Finale 5º posto | Finale 5º posto |  |
|  |            |            |            |          |    |                 |                 |                 |  |
|  | 2B         | Messico    | 3          |          |    |                 |                 |                 |  |
|  | 2B         | Messico    | 3          |          |    |                 |                 |                 |  |
|  | 4B         | Nicaragua  | 0          |          |    |                 |                 |                 |  |
|  | 4B         | Nicaragua  | 0          |          | 2B | Messico         | 3               |                 |  |
|  |            |            |            |          | 2B | Messico         | 3               |                 |  |
|  |            |            | 3B         | Suriname | 0  |                 |                 |                 |  |
|  | 3B         | Suriname   | 3B         | Suriname | 0  | 3               |                 |                 |  |
|  | 3B         | Suriname   |            |          |    | 3               |                 |                 |  |
|  | 4A         | Guatemala  | 1          |          |    | Finale 7º posto | Finale 7º posto | Finale 7º posto |  |
|  | 4A         | Guatemala  | 1          |          |    |                 |                 |                 |  |
|  |            |            |            |          |    |                 |                 |                 |  |
|  |            |            |            |          |    | 4B              | Nicaragua       | 0               |  |
|  |            |            |            |          |    | 4B              | Nicaragua       | 0               |  |
|  |            |            |            |          |    | 4A              | Guatemala       | 3               |  |

##### Semifinali
| 15 giugno 2024 Gimnasio Carlos Hernández, Nogales Durata: 1h:13 - Spettatori: 300 | Nicaragua | 0 - 3 | Messico  | 17-25, 16-25, 18-25        |
| 15 giugno 2024 Gimnasio Carlos Hernández, Nogales Durata: 1h:51 - Spettatori: 200 | Guatemala | 1 - 3 | Suriname | 19-25, 25-22, 22-25, 23-25 |

##### Finale 7º posto
| 16 giugno 2024 Gimnasio Carlos Hernández, Nogales Durata: 1h:31 - Spettatori: 200 | Guatemala | 3 - 0 | Nicaragua | 25-22, 28-26, 25-22 |

##### Finale 5º posto
| 16 giugno 2024 Gimnasio Carlos Hernández, Nogales Durata: 1h:13 - Spettatori: 300 | Suriname | 0 - 3 | Messico | 14-25, 20-25, 18-25 |

## Classifica finale
| Pos     | Squadra     | Rosa |
| ------- | ----------- | --- |
| Oro     | Stati Uniti | Formazione: 2 Alviar, 3 Hartke, 6 Loiola, 7 Taliaferro, 11 Kearney, 12 Foley, 13 Kelly, 15 Aruya, 16 Rosenthal, 19 Klein, 20 Tomkinson, 21 Cryst, CT: Hawks                   |
| Argento | Canada      | Formazione: 2 Greenidge, 4 Hill, 7 Paterson, 8 Fisher, 9 John, 11 Boyko, 14 de Greeff, 15 Weekes, 17 South, 22 Hudson, 31 Hershtynovich, 45 Cherewaty, CT: Lewis              |
| Bronzo  | Cuba        | Formazione: 1 Domínguez, 2 J. Pereira, 3 Álvarez, 5 Oviedo, 6 Medina, 8 R. Massó, 9 Rodríguez, 10 C. Pereira, 11 Morejón, 13 Martínez, 17 N. Massó, 18 Flaquet, CT: Estrada   |
| 4       | Porto Rico  | Formazione: 1 Agosto, 3 Delgado, 4 Roark, 7 González, 8 Velázquez, 10 Figueroa, 11 López, 12 Rosado, 13 Colón, 14 Estrada, 16 Sánchez, 17 Rivera, CT: de Jesús                |
| 5       | Messico     | Formazione: 10 Ramírez, 13 Araña, 14 Cravioto, 15 Olivas, 16 Adame, 20 García, 24 González, 25 Valdés, 28 Cadena, 29 Rivera, 47 Garza, 88 Ayala, CT: Romero                   |
| 6       | Suriname    | Formazione: 1 Benschop, 3 Lee-A-Leong, 4 Nasibdar, 5 Ritfeld, 7 Gemin, 10 Meijer, 11 Linger, 12 Black, 13 Debisarun, 14 Ceder, 15 Jambo, 18 Anakaba, CT: Ong-A-Fat            |
| 7       | Guatemala   | Formazione: 2 Rivas, 3 Recinos, 4 Marroquín, 5 J. González, 6 Samayoa, 7 Sosa, 8 Echeverría, 9 Villatoro, 10 Mendoza, 12 B. González, 13 Wandel, 14 Mendizabal, CT: Castañeda |
| 8       | Nicaragua   | Formazione: 1 Hooker, 2 Zamora, 3 Bermúdez, 4 Peralta, 5 Gutiérrez, 6 Castillo, 7 Quesada, 9 Arbizu, 10 Padilla, 12 Palacios, 13 Solís, 19 Gómez, CT: Meña                    |

|  |  |  |  | Qualificata al campionato mondiale 2025 |

## Premi individuali
| Premio                | Nome              | Squadra     |
| --------------------- | ----------------- | ----------- |
| MVP                   | Sterling Foley    | Stati Uniti |
| Miglior realizzatore  | Daniel Martínez   | Cuba        |
| Miglior servizio      | Daniel Martínez   | Cuba        |
| Miglior difesa        | Osmar Peralta     | Nicaragua   |
| Miglior ricevitore    | Quintin Greenidge | Canada      |
| Miglior palleggiatore | Kale Fisher       | Canada      |
| Miglior opposto       | Daniel Martínez   | Cuba        |
| Miglior schiacciatore | Sterling Foley    | Stati Uniti |
| Miglior schiacciatore | Piers de Greef    | Canada      |
| Miglior centrale      | Jackson Cryst     | Stati Uniti |
| Miglior centrale      | Cody Hudson       | Canada      |
| Miglior libero        | Osmar Peralta     | Nicaragua   |

## Statistiche
| Rendimento individuale | Rendimento individuale | Rendimento individuale | Rendimento individuale |
| Pos.                   | Nome                   | Punti                  | Squadra                |
| ---------------------- | ---------------------- | ---------------------- | ---------------------- |
| 1                      | Daniel Martínez        | 106                    | Cuba                   |
| 2                      | Lorenzo Rivera         | 96                     | Porto Rico             |
| 3                      | Meson Anakaba          | 88                     | Suriname               |
| 4                      | Daniil Hershtynovich   | 80                     | Canada                 |
| 5                      | Piers de Greeff        | 74                     | Canada                 |
| 5                      | Kelly Oviedo           | 74                     | Cuba                   |

| Attacchi vincenti | Attacchi vincenti    | Attacchi vincenti | Attacchi vincenti |
| Pos.              | Nome                 | Punti             | Squadra           |
| ----------------- | -------------------- | ----------------- | ----------------- |
| 1                 | Lorenzo Rivera       | 90                | Porto Rico        |
| 2                 | Daniel Martínez      | 78                | Cuba              |
| 2                 | Meson Anakaba        | 78                | Suriname          |
| 4                 | Daniil Hershtynovich | 69                | Canada            |
| 4                 | Kelly Oviedo         | 69                | Cuba              |

| Muri vincenti | Muri vincenti   | Muri vincenti | Muri vincenti |
| Pos.          | Nome            | Punti         | Squadra       |
| ------------- | --------------- | ------------- | ------------- |
| 1             | Daniel Martínez | 18            | Cuba          |
| 2             | Jackson Cryst   | 15            | Stati Uniti   |
| 3             | Cody Hudson     | 13            | Canada        |
| 4             | Trent Cherewaty | 12            | Canada        |
| 4             | Jahmit Jambo    | 12            | Suriname      |

| Battute vincenti | Battute vincenti     | Battute vincenti | Battute vincenti |
| Pos.             | Nome                 | Punti            | Squadra          |
| ---------------- | -------------------- | ---------------- | ---------------- |
| 1                | Daniel Martínez      | 10               | Cuba             |
| 2                | Piers de Greeff      | 7                | Canada           |
| 3                | Daniil Hershtynovich | 5                | Canada           |
| 3                | Janluar Figueroa     | 5                | Porto Rico       |
| 3                | Tread Rosenthal      | 5                | Stati Uniti      |
| 3                | Brandon Ramírez      | 5                | Messico          |